# Kurt Koblitz
Kurt Koblitz (* 27. September 1916 in Waldenburg; † 13. Oktober 1979 in Alsdorf) war ein deutscher Politiker (SPD).

## Leben
Nach abgeschlossener Volksschule erfolgte von 1930 bis 1933 eine Lehre im Lebensmitteleinzel- und Großhandel. 1934 bis 1938 war er Verwaltungsangestellter. 1938 bis 1945 absolvierte er seinen Wehrdienst und nahm als Soldat am Zweiten Weltkrieg teil.
Koblitz lebte nach dem Kriegsende in Brandenburg und arbeitete von 1945 bis 1950 in der dortigen Landesverwaltung, unter anderem als Leiter des Landessportausschusses. Er wurde 1945 Mitglied der SPD, die sich 1946 in der Sowjetischen Besatzungszone mit der KPD zur SED zusammenschloss. Von November 1946 bis Januar 1950 war er Mitglied des Landtages von Brandenburg.
Schon bald musste er feststellen, dass die Auffassungen des Regimes mit seiner politischen Grundüberzeugung nicht übereinstimmte. Im Januar 1950 flüchtete er aus politischen Gründen nach West-Berlin. Das Ministerium für Staatssicherheit verdächtigte Koblitz danach, er habe im Februar 1950 von West-Berlin aus damit begonnen,  im  Auftrag  eines  US-amerikanischen  Geheimdienstes  ein  Agentennetz  in  der  DDR aufzubauen und somit Spionage zu betreiben. Es setzte deshalb mehrere inoffizielle Mitarbeiter auf ihn an.  Von West-Berlin aus wurde er einige Monate später am 16. November 1950 entführt und vermutlich zu 25 Jahren Zwangsarbeit verurteilt. Fünf Jahre verbrachte er nach seinen Angaben im Straflager Workuta am Polarkreis in der UdSSR, ehe er in die Bundesrepublik entlassen wurde. Diese harte Zeit prägte ihn und festigte seine politischen Auffassungen.
In seiner neuen Heimat in Alsdorf, Kreis Aachen, betätigte er sich erneut für die SPD und war seit 1957 als Stadtverordneter aktiv. Ab 1958 war er Mitglied des Bezirksvorstandes der SPD Mittelrhein und ab 1961 Vorsitzender des SPD-Unterbezirkes Aachen. Beruflich wurde er 1956 Bergmann beim Eschweiler Bergwerksverein, ab 1966 war er als Leiter eines Bergmannsheimes tätig. Er war Mitglied der IG Bergbau und Energie sowie Betriebsratsmitglied von 1959 bis 1966.
Erstmals wurde der Sozialdemokrat am 19. November 1972 für den Kreis Aachen direkt in den Deutschen Bundestag gewählt (7. Wahlperiode). Am 3. Oktober 1976 wurde er für eine weitere Legislaturperiode, deren Ende er aber durch seinen plötzlichen Tod nicht erlebte, wiedergewählt.
Schwerpunkt seiner Arbeit war die Arbeits- und Sozialpolitik und der Bereich der „Gesamtdeutschen Fragen“. Außerdem unterstützte er die Vereinigung der Opfer des Stalinismus (VOS) und interessiere sich zudem für Material über  Entführungsfälle aus der Bundesrepublik einschließlich West-Berlins in die DDR.
Kurt Koblitz gehörte zu den ersten Politikern, die sich intensiv um die Ansiedlung neuer Industrien im Kreis Aachen bemühten, um ein Gegengewicht zum vorherrschenden Bergbau zu erhalten. Er gehörte ebenfalls zu den ersten Aktiven, die sich um eine bessere Verbindung zu den belgischen Behörden im Raum Lüttich und zu den niederländischen der Provinz Limburg bemühten. Für den Aachener Grenzraum bemühte er sich um eine ähnliche Förderung wie die der Zonenrandgebiete. Die Jugendarbeit gehörte ebenfalls zu seinem Tätigkeitsfeld. Neben der Organisation von Fahrten förderte er aktiv zahlreiche Sprachkurse in Frankreich und Deutschland. Alleine von 1964 bis 1969 nahmen daran weit über 500 Schüler und Jugendliche teil.
Nach ihm ist in seiner Heimatstadt der Kurt-Koblitz-Ring, ein Teilabschnitt der Bundesstraße 57 benannt.
Kurt Koblitz war verheiratet und hatte eine Tochter.

## Kurt-Koblitz-Medaille
Die SPD im Kreis Aachen verleiht zu seinem Gedenken jährlich die Kurt-Koblitz-Medaille an Personen, die sich im sozialen Bereich im Kreis Aachen überdurchschnittlich engagieren.
Ausgezeichnet wurden mit der Kurt-Koblitz-Medaille u. a.:
- Erich Berschkeit (Eschweiler)
- Maria Dünwald (Herzogenrath)
- Heinz Hesseler (Eschweiler)
- Erna Schuster (Stolberg (Rhld.))
- Martin Stevens (Eschweiler)
- Hans Vorpeil (Alsdorf)
- Hartwig Völker (Eschweiler)
- Helmut Kiefer (Baesweiler)